# Xã Hunlock, Quận Luzerne, Pennsylvania
Xã Hunlock (tiếng Anh: Hunlock Township) là một xã thuộc quận Luzerne, tiểu bang Pennsylvania, Hoa Kỳ. Năm 2010, dân số của xã này là 2.443 người.